# Alana de la Garza
Alana de la Garza (Columbus, Ohio 1976. június 18. –) amerikai színésznő.

## Élete
Alana de la Garza 1976. június 18-án született a Columbus-ban. El Pasoban nőtt fel. 1999-ben a Mortal Kombat: Conquestben debütált színészként. 2008-ban feleségül ment Michael Roberts íróhoz. 2010. szeptember 28-án megszületett fia, Kieran Thomas, majd 2013. július 7-én lánya, Liv Elena.

## Filmográfia

### Filmek, rövidfilmek
| Év   | Cím                        | Szerep            | Magyar hang        |
| ---- | -------------------------- | ----------------- | ------------------ |
| 2002 | Bending All the Rules      |                   |                    |
| 2004 | El segundo                 | Delicia           |                    |
| 2005 | Mr. Dramatic               | Mrs. Dramatic     |                    |
| 2006 | Mr. Fix It                 | Sophia            |                    |
| 2012 | Deadly Hope                | Joanne Connors    |                    |
| 2013 | Ki van itt? (Are You Here) | Victoria Riolobos | Kisfalvi Krisztina |

### Televíziós sorozatok
| Év              | Cím                                                                | Szerep              | Magyar hang        |
| --------------- | ------------------------------------------------------------------ | ------------------- | ------------------ |
| 1999            | Mortal Kombat: Conquest                                            | Ella                |                    |
| 2001            | All My Children                                                    | Rosa Santos         |                    |
| 2003            | JAG – Becsületbeli ügyek                                           | Maria Elena         |                    |
| 2003            | Las Vegas                                                          | Shelly              |                    |
| 2004            | Két pasi – meg egy kicsi                                           | Crystal             |                    |
| 2004-2005       | The Mountain                                                       | Maria Serrano       |                    |
| 2005            | Smallville                                                         | Aethyr              |                    |
| 2005            | Bűbájos boszorkák                                                  | Sylvia              |                    |
| 2005-2006, 2011 | CSI: Miami helyszínelők                                            | Marisol Delko Caine |                    |
| 2006            | Nem szentírás (The Book of Daniel)                                 | Jessie Gilmore      |                    |
| 2006-2010       | Esküdt ellenségek (Law & Order)                                    | Connie Rubirosa     |                    |
| 2011            | Esküdt ellenségek: Los Angeles (Law & Order: LA)                   | Connie Rubirosa     |                    |
| 2012            | NCIS: Los Angeles                                                  | Diane Dunross       |                    |
| 2012            | Single Ladies                                                      | Nicolette           |                    |
| 2013            | Belső ellenfél (Do No Harm)                                        | Dr. Lena Solis      |                    |
| 2014            | Esküdt ellenségek: Különleges ügyosztály                           | Connie Rubirosa     |                    |
| 2014-2015       | Mindörökké                                                         | Jo Martinez         | Kisfalvi Krisztina |
| 2015            | Skorpió - Agymenők akcióban (Scorpion)                             | Adriana Molina      |                    |
| 2016            | Gyilkos elmék: Túl minden határon (Criminal Minds: Beyond Borders) | Clara Seger         | Németh Kriszta     |

## További információ
- Hivatalos oldal
- Alana de la Garza a PORT.hu-n (magyarul)
- Alana de la Garza az Internetes Szinkronadatbázisban (magyarul)
- Alana de la Garza az Internet Movie Database-ben (angolul)
- Alana de la Garza a Rotten Tomatoeson (angolul)